# Pacific Life Open 2007
Мастерс Індіан-Веллс 2007 (також відомий під назвою Pacific Life Open за назвою спонсора) — тенісний турнір, що проходив на відкритих кортах з твердим покриттям Indian Wells Tennis Garden в Індіан-Веллс (США). Це був 34-й за ліком Мастерс Індіан-Веллс. Належав до серії Мастерс в рамках Туру ATP 2007. Тривав з 5 до 18 березня 2007 року.

## Переможці та фіналісти

### Одиночний розряд, чоловіки
Рафаель Надаль —  Новак Джокович 6–2, 7–5
- Для Надаля це був 1-й титул за рік і 18-й - за кар'єру. Це був його 1-й титул Мастерс за сезон і 7-й - за кар'єру.

### Одиночний розряд, жінки
Даніела Гантухова —  Світлана Кузнецова 6–3, 6–4
- Для Гантухової це був 1-й титул за рік і 2-й - за кар'єру. Це був її 1-й титул Tier I за сезон і 2-й - за кар'єру. Це був її другий титул на цьому турнірі (перший був 2002 року).

### Парний розряд, чоловіки
Мартін Дамм /  Леандер Паес —  Джонатан Ерліх /  Енді Рам 6–4, 6–4

### Парний розряд, жінки
Ліза Реймонд /  Саманта Стосур —  Чжань Юнжань /  Чжуан Цзяжун 6–3, 7–5